# Parafia św. Wacława w Radomiu
Parafia pw. Świętego Wacława w Radomiu – parafia rzymskokatolicka usytuowana w Radomiu. Należy do dekanatu Radom-Centrum, który należy z kolei do diecezji radomskiej.

## Historia
Kościół i parafia św. Wacława powstały w XIII w. dla miasta Stary Radom. Pierwotny kościół, fundacji Leszka Białego, był drewniany. Jako murowany wzniesiony został około 1216 r. Po oddaniu starszego kościoła św. Piotra benedyktynom sieciechowskim, w 1222 r. bp Iwo Odrowąż erygował tutejszą parafię. Została ona skasowana i włączona do parafii św. Jana z dniem 3 maja 1811 r. Od ponownej konsekracji (rekonsekracja) w 1985 r., kościół stanowił filię tej parafii. Parafia została powtórnie erygowana 1 września 1992 przez bp. Edwarda Materskiego. 
Był pierwszy kościół niewielką świątynią, jednonawową, zbudowaną z cegieł na fundamencie z kamieni polnych. Kościół został uposażony przez Bolesława Wstydliwego. Jego przebudowy dokonano około 1440 r. Kościół św. Wacława pełnił swoją funkcję jako obiekt sakralny do początków XIX w. W tym czasie kościół zamieniony został przez władze państwowe Księstwa Warszawskiego na skład mąki, potem na magazyn wojskowy, a następnie przez rosyjskie władze gubernialne na areszt wojskowy. Od I wojny światowej urządzono w nim szpital epidemiologiczny, a w okresie międzywojennym i po II wojnie światowej znajdował się tam oddział psychiatryczny Szpitala Miejskiego (nazywany Szpitalem św. Wacława), a gdy ten został przeniesiony do nowych budynków w Krychnowicach, w kościele utworzono magazyn, a następnie oddział archeologiczny Muzeum Regionalnego. Od początku lat siedemdziesiątych XX w. rozpoczęto starania o odzyskanie kościoła. Podjął je bp Piotr Gołębiowski wraz z proboszczem parafii św. Jana – ks. Stanisławem Sikorskim. W wyniku tych zabiegów, 24 marca 1978 rejentalnym aktem kościół został przekazany przez władze państwowe w wieczystą dzierżawę parafii św. Jana. Wtedy też podjęto dzieło odnowy świątyni według projektu zespołu naukowego Politechniki Krakowskiej pod kierunkiem prof. Wiktora Zina. Prace te trwały do 9 czerwca 1986, kiedy to bp Edward Materski dokonał poświęcenia odnowionego kościoła. Jest to obiekt orientowany, gotycki w zrębie, murowany z cegły czerwonej w układzie polskim, wewnątrz tynkowany, jednonawowy. Od strony frontowej posiada portal gotycki z około 1440 r., uskokowy z profilowanej cegły. Parafia została powtórnie erygowana dekretem bp. Edwarda Materskiego z 19 sierpnia 1992. W latach 2012–2014 świątynia została poddana gruntownym pracom konserwatorskim. 

## Zasięg parafii
Do parafii należą wierni z Radomia mieszkający przy ulicach:  Asnyka, Bednarska, św. Floriana, Fredry, Jaworowa, Limanowskiego (od cmentarza do ul. Wałowej), Lustrzana, Mariacka od nr 1 do 19, Młodzianowska od nr 1 do 9 i od 2 do 10, Piotrówka, Piwna, Plac Stare Miasto, Przechodnia, Staromiejska, Tytoniowa od nr 1 do 10, św. Wacława, Zgodna oraz teren cmentarny przy ul. Limanowskiego.

## Proboszczowie
Od 1992, świątynia uzyskała status parafii, jednocześnie obejmując swoje granice, duchowni mieszkali w plebanii kościoła farnego. Od 2007, za sprawą ks. Andrzeja Tuszyńskiego, prezesa SCM „Arka”, wykupiono dawny dom Starców, na rzecz otwarcia nowej siedziby „Arki” oraz specjalnie uruchomionej Akademii SNS, kapłani zamieszkali przy Placu Stare Miasto 2. 
- ks. Waldemar Gula (1992–2006)
- ks. Andrzej Zarzycki (2006–2011)
- ks. Andrzej Tuszyński (od 2011)

## Zgromadzenia zakonne
- Zgromadzenie Sióstr Córek Maryi Niepokalanej
- Synowie Niepokalanego Poczęcia NMP.